# (2320) Blarney
(2320) Blarney est un astéroïde de la ceinture principale.

## Description
(2320) Blarney est un astéroïde de la ceinture principale. Il fut découvert le 29 août 1979 à l'observatoire Zimmerwald par Paul Wild. Il présente une orbite caractérisée par un demi-grand axe de 3,17 UA, une excentricité de 0,13 et une inclinaison de 11,5° par rapport à l'écliptique.

## Compléments